# 진요근
진요근(1963년 3월 19일 ~ )은 대한민국의 가수이다.
현재 거주지는 대전광역시이다.

## 데뷔
- 1994년 정규 앨범 "하나되는 강산이여"

## 음반
- 2021년 덤으로 사는 인생
- 2011년 사나이로 / 여인아
- 2005년 진요근
- 2002년 그 여름날의 탱고 / 마지막 댄스
- 1994년 하나되는 강산이여